# Eucalyptus synandra
Eucalyptus synandra là một loài thực vật có hoa trong Họ Đào kim nương. Loài này được Crisp mô tả khoa học đầu tiên năm 1982.